# Alice Piper
Alice Piper (7 de junio de 1908–22 de agosto de 1985) era una Paiute (Nuwuvi) que vivió en Pino Grande, California quién solicitó asistir a la Escuela Superior Pino Grande recientemente construida en 1923 y le negaron la entrada debido a su raza. En aquel tiempo, la ley educativa de California prohibió a niños Americanos Nativos asistir a una escuela pública si una escuela india se encontraba establecida dentro de tres millas de la escuela pública.
Alice Piper junto con otros seis niños indios demandaron al distrito por el derecho a asistir. Piper demandó que sus derechos de la Enmienda 14 habían sido violados sabiendo muy bien que ella no estaba recibiendo la misma educación que la escuela pública recientemente construida proporcionaba. La escuela de día india local ofrecía educación sólo hasta el 5º grado, el financiamiento era bajo, y carecía de muchos recursos básicos. Además, el administrador del Distrito previamente había acordado permitir estudiantes indios para asistir a la escuela si sus padres votaban una medida que financiaría la construcción de la escuela. A pesar de que la medida fue aprobada, el consejo de la administración no respetó su acuerdo.
Como un residente local recordó, "era una mañana emocionante cuándo la petición estuvo hecha, todas las madres y padres de niños de edad escolar, indios y blancos, estaban en la calle para oír la respuesta del administrador del distrito. Cuándo la petición estuvo negada, los indios inmediatamente tomaron acciones ante el tribunal que llevaba su caso en el nombre de Alice Piper, una bonita e inteligente chica india."   El Tribunal Supremo de California unánimemente falló a su favor en el caso Piper versus Pino grande (1924), abriendo la puerta para ella y otros niños Nativos Americanos para asistir a escuelas públicas en el estado de California.

## Legado
La victoria en el tribunal de Piper se convirtió en un punto de inflexión en la lucha para la educación de los Nativos Americanos y acabó la práctica de enviar niños indios que calificaban para la escuela pública a las escuelas de día indias. Piper versus Pino Grande fue citado más tarde por el Jefe de Justicia Warren como precedente en el Brown versus la Junta de Educación (1954) que acabó con la práctica de la división de las escuelas en los Estados Unidos.

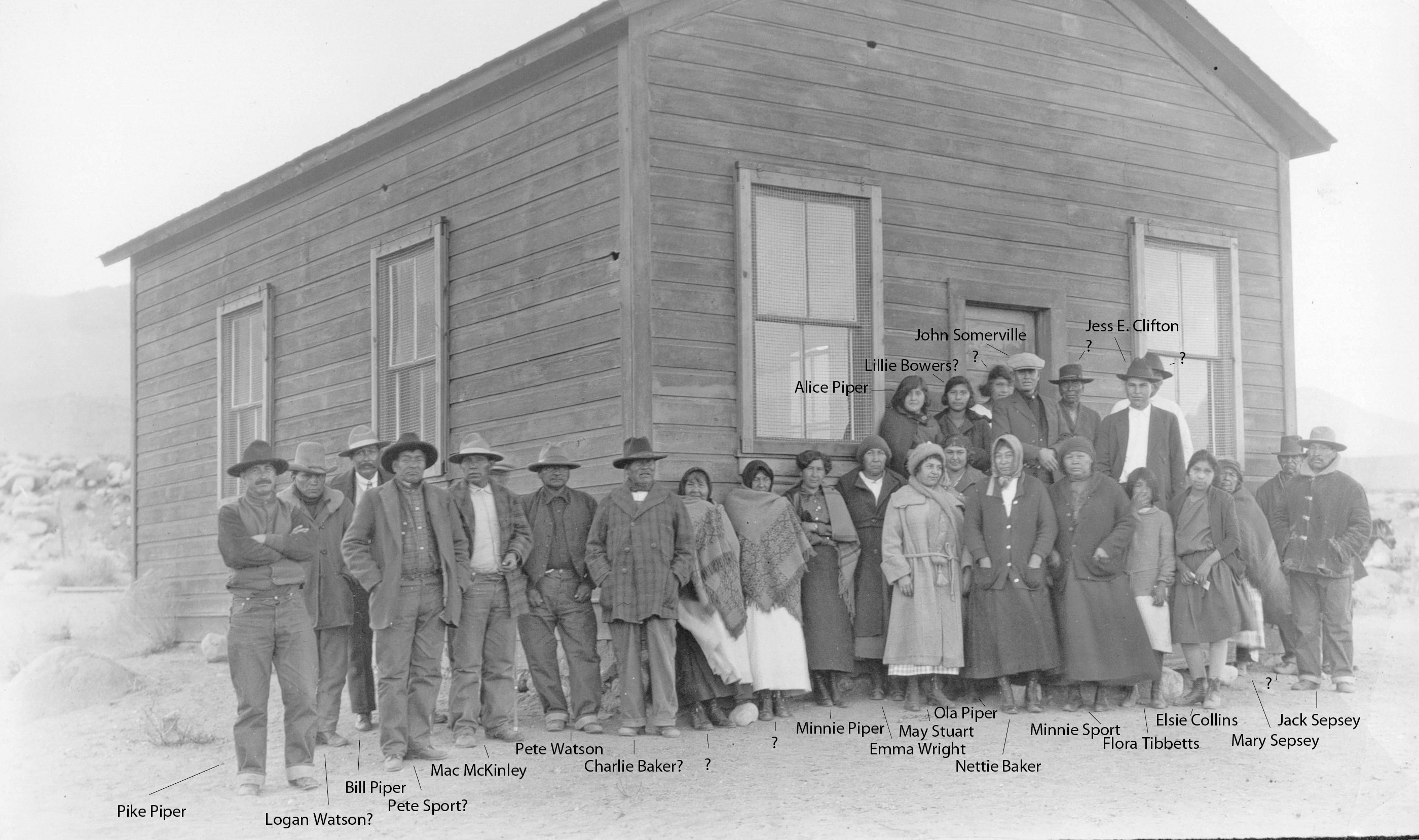
Centro Comunitario del Campamento Indio de Pino Grande

Alice Piper se estableció como una heroína de los derechos civiles, que defendió la igualdad de las oportunidades educativas para los Americanos Nativos, abriendo la puerta para el acceso igualitario a la educación para todos los niños. Dice Ada Wardle Robinson, la Superintendente del Condado Inyo, quien ocupó las oficinas años después que la decisión del caso Piper fuera dictada, "Y como cada año los estudiantes de octavo grado y los estudiantes de secundaria se gradúan,  recordamos que el desarrollo de nuestros jóvenes no está limitado a la raza blanca y estamos agradecidos a aquellos indios que hace años insistieron para que sus niños tengan las mismas posibilidades."
En 2009, la Tribu Paiute de Pino Grande y el Distrito Escolar Unificado de Pino Grande acordaron conmemorar la victoria de Piper con una estatua en su honor ubicada al frente de la escuela. La estatua fue inaugurada el 2 de junio de 2014, en el 90.º aniversario de la victoria de Alice Piper en el frente de la escuela, en el mismo suelo en el que el consejo de la administración le habían negado a Alice Piper el derecho de asistir en 1923. Esta fecha también coincide con el día en 1924 que el presidente Grover Cleveland firmó el Acto de Ciudadanía indio, en el cual declaró  que todos los indios, a toda costa de afiliación en una tribu, son ciudadanos de los Estados Unidos.
Desde 2014, el 56% del alumnado que asiste al Instituto Superior de Pino Grande son Nativos Americanos.